# Il congresso si diverte (film 1955)
Il congresso si diverte (Der Kongreß tanzt) è un film del 1955 diretto da Franz Antel. È il rifacimento del film del 1931, l'originale Der Kongreß tanzt con Lilian Harvey e Willy Fritsch.

## Produzione
Il film fu prodotto dalla Cosmos Film Productions GmbH, Wien e dalla Neusser-Film GmbH

## Distribuzione
Distribuito dalla Gloria Filmverleih AG, il film fu presentato con il titolo originale Der Kongreß tanzt in prima a Francoforte il 19 dicembre 1955. L'anno dopo, uscì in Austria il 13 gennaio e a Berlino il 6 marzo. In Finlandia, dove uscì il 30 novembre 1956, prese il nome di Kongressi tanssii. Negli USA, Congress Dances fu distribuito l'11 gennaio 1957.